# The Iceblade Sorcerer Shall Rule the World
The Iceblade Sorcerer Shall Rule the World (冰剣の魔術師が世界を統べる〜世界最強の魔術師である少年は、魔術学院に入学する〜?, Hyōken no majutsushi ga sekai o suberu: sekai saikyō no majutsushi de aru shōnen wa, majutsu gakuin ga nyūgaku suru, lett. "Il mago della spada di ghiaccio governa il mondo 〜 Il ragazzo più forte del mondo dei maghi si iscrive alla scuola di magia 〜") è una serie di light novel scritta da Nana Mikoshiba e illustrata da Riko Korie, pubblicata sul sito web Shōsetsuka ni narō dal 25 ottobre 2019. Successivamente è stata acquistata da Kōdansha, che l'ha pubblicata a partire dal 2 luglio 2020 sotto l'etichetta Kōdansha Ranobe Bunko. Un adattamento manga, disegnato da Norihito Sasaki, è stato distribuito sul sito web e sull'app Magazine Pocket di Kōdansha dal 24 giugno 2020. Un adattamento anime di dodici episodi, creato dallo studio Cloud Hearts e diretto e sceneggiato da Masahiro Takata, è trasmesso dal 6 gennaio al 24 marzo 2023 sulle reti TBS e BS11.

## Personaggi
Ray White (レイ＝ホワイト?, Rei Howaito)
Doppiato da: Jun'ya Enoki
Amelia Rose (アメリア＝ローズ?, Ameria Rōzu)
Doppiata da: Iori Saeki
Elisa Griffith (エリサ＝グリフィス?, Erisa Gurifisu)
Doppiata da: Nana Harumura
Rebecca Bradley (レベッカ＝ブラッドリィ?, Rebekka Buraddori)
Doppiata da: Azumi Waki
Clarisse Cleveland (クラリス＝クリーヴランド?, Kurarisu Kurīvurando)
Doppiata da: Kaede Hondo
Ariane Olgren (アリアーヌ＝オルグレン?, Ariānu Oruguren)
Doppiata da: Akira Sekine
Lydia Ainsworth (リディア＝エインズワース?, Ridia Einzuwāsu)
Doppiata da: Atsumi Tanezaki
Abby Garnet (アビー＝ガーネット?, Abī Gānetto)
Doppiata da: Nanako Mori
Carol Caroline (キャロル＝キャロライン?, Kyaroru Kyarorain)
Doppiata da: Maaya Uchida
Evi Armstrong (エヴィ＝アームストロング?, Evi Āmusutorongu)
Doppiato da: Yūichirō Umehara

## Media

### Light novel
La serie è scritta da Nana Mikoshiba e illustrata da Riko Korie ed ha iniziato ad essere pubblicata sul sito web Shōsetsuka ni narō dal 25 ottobre 2019. Successivamente è stata acquistata da Kōdansha, che ha iniziato a pubblicarne i volumi a partire dal 2 luglio 2020 sotto l'etichetta Kodansha Ranobe Bunko. Al 1º dicembre 2023, i volumi pubblicati sono otto.
| Nº | Data di prima pubblicazione | Data di prima pubblicazione | Data di prima pubblicazione |
| Nº | Giapponese                  | Giapponese                  |                             |
| -- | --------------------------- | --------------------------- | --------------------------- |
| 1  | 2 luglio 2020               | ISBN 978-4-06-519122-4      |                             |
| 2  | 2 novembre 2020             | ISBN 978-4-04-073253-4      |                             |
| 3  | 2 luglio 2021               | ISBN 978-4-04-073473-6      |                             |
| 4  | 2 dicembre 2021             | ISBN 978-4-06-526059-3      |                             |
| 5  | 2 maggio 2022               | ISBN 978-4-04-073948-9      |                             |
| 6  | 3 ottobre 2022              | ISBN 978-4-06-529631-8      |                             |
| 7  | 28 dicembre 2022            | ISBN 978-4-06-530553-9      |                             |
| 8  | 1º dicembre 2023            | ISBN 978-4-06-534087-5      |                             |

### Manga
Un adattamento manga, disegnato da Norihito Sasaki, ha iniziato la serializzazione sul sito web e sull'app Magazine Pocket di Kōdansha il 24 giugno 2020. La serie consta di sedici volumi tankōbon. In Italia il manga è inedito, mentre in America del Nord i diritti per la pubblicazione digitale in inglese sono posseduti da Kōdansha USA.
| Nº | Data di prima pubblicazione | Data di prima pubblicazione | Data di prima pubblicazione |
| Nº | Giapponese                  | Giapponese                  |                             |
| -- | --------------------------- | --------------------------- | --------------------------- |
| 1  | 9 novembre 2020             | ISBN 978-4-06-521300-1      |                             |
| 2  | 8 gennaio 2021              | ISBN 978-4-06-522521-9      |                             |
| 3  | 9 aprile 2021               | ISBN 978-4-06-522876-0      |                             |
| 4  | 9 luglio 2021               | ISBN 978-4-06-524018-2      |                             |
| 5  | 9 settembre 2021            | ISBN 978-4-06-524826-3      |                             |
| 6  | 8 ottobre 2021              | ISBN 978-4-06-525132-4      |                             |
| 7  | 7 gennaio 2022              | ISBN 978-4-06-526593-2      |                             |
| 8  | 9 maggio 2022               | ISBN 978-4-06-527842-0      |                             |
| 9  | 8 luglio 2022               | ISBN 978-4-06-528384-4      |                             |
| 10 | 7 ottobre 2022              | ISBN 978-4-06-529404-8      |                             |
| 11 | 6 gennaio 2023              | ISBN 978-4-06-530333-7      |                             |
| 12 | 7 aprile 2023               | ISBN 978-4-06-531038-0      |                             |
| 13 | 8 agosto 2023               | ISBN 978-4-06-532597-1      |                             |
| 14 | 9 novembre 2023             | ISBN 978-4-06-533507-9      |                             |
| 15 | 8 febbraio 2024             | ISBN 978-4-06-533507-9      |                             |
| 16 | 9 aprile 2024               | ISBN 978-4-06-535158-1      |                             |

### Anime

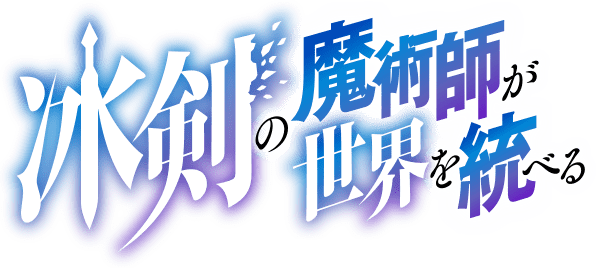
Logo della serie

Un adattamento anime della serie è stato annunciato il 28 aprile 2022. Esso è stato prodotto da Cloud Hearts sotto la supervisione dello Yokohama Animation Laboratory, ed è stata diretta da Masahiro Takata, che ha supervisionato anche le sceneggiature e ha diretto il reparto sonoro. Makoto Shimojima si è occupato del character design, mentre Tatsuhiko Saiki e Natsumi Tabuchi hanno composto la colonna sonora. La serie ha iniziato ad essere trasmessa il 6 gennaio 2023 su TBS e BS11. La sigla di apertura è Dystopia (lett. "Distopia"), del progetto musicale Sizuk, mentre la sigla di chiusura è Loud Hailer (ラウドヘイラー?, Raudoheirā, lett. "Altoparlante") di Maaya Uchida. La serie è stata distribuita in streaming da Crunchyroll in tutto il mondo eccetto che in Asia.

#### Episodi
| Nº | Titolo italiano Giapponese 「Kanji」 - Rōmaji | In onda          | In onda |
| Nº | Titolo italiano Giapponese 「Kanji」 - Rōmaji | Giapponese       |         |
| 1  | Il più potente giovane stregone al mondo entra nell'Accademia di Stregoneria 「世界最強の魔術師である少年は、魔術学院に入学する」 - Sekai saikyō no majutsushi de aru shōnen wa, majutsu gakuin ga nyūgaku suru      | 6 gennaio 2023   |         |
| 2  | Il più potente giovane stregone al mondo inizia le esercitazioni pratiche 「世界最強の魔術師である少年は、演習を開始する」 - Sekai saikyō no majutsushi de aru shōnen wa, enshū o kaishi suru                        | 13 gennaio 2023  |         |
| 3  | Il più potente stregone al mondo si gode la sua giornata libera 「世界最強の魔術師である少年は、休日を謳歌する」 - Sekai saikyō no majutsushi de aru shōnen wa, kyūjitsu o ōka Suru                                  | 20 gennaio 2023  |         |
| 4  | Il più potente giovane stregone al mondo scatena il suo potere segreto 「世界最強の魔術師である少年は、秘めた力を解放する」 - Sekai saikyō no majutsushi de aru shōnen wa, himeta chikara o kaihō suru               | 27 gennaio 2023  |         |
| 5  | Il più potente giovane stregone al mondo fa un incontro inatteso sul campo di battaglia 「世界最強の魔術師である少年は、戦場で邂逅する」 - Sekai saikyō no majutsushi de aru shōnen wa, senjō de kaigō suru          | 3 febbraio 2023  |         |
| 6  | Il più potente giovane stregone al mondo indossa una maschera 「世界最強の魔術師である少年は、仮面を装着する」 - Sekai saikyō no majutsushi de aru shōnen wa, kamen o sōchaku suru                                   | 10 febbraio 2023 |         |
| 7  | La più potente giovane stregona al mondo si infiltra in un'Accademia di Stregoneria 「世界最強の魔術師である少女は、魔術学院に潜入する」 - Sekai saikyō no majutsushi de aru shōjo wa, majutsu gakuin ni sennyū suru | 17 febbraio 2023 |         |
| 8  | Il più potente giovane stregone al mondo diventa l'ispirazione per una rosa 「世界最強の魔術師である少年は、薔薇を鼓舞する」 - Sekai saikyō no majutsushi de aru shōnen wa, bara o kobu suru                         | 24 febbraio 2023 |         |
| 9  | Il più potente giovane stregone al mondo scioglie i legami. 「世界最強の魔術師である少年は、呪縛を解放する」 - Sekai saikyō no majutsushi de aru shōnen wa, jubaku o kaihō suru                                      | 3 marzo 2023     |         |
| 10 | Il più potente giovane stregone al mondo organizza un maid cafè 「世界最強の魔術師である少年は、メイド喫茶を準備する」 - Sekai saikyō no majutsushi de aru shōnen wa, kako to kyōmei suru                            | 10 marzo 2023    |         |
| 11 | Il più potente giovane stregone al mondo riecheggia un lontano passato 「世界最強の魔術師である少年は、過去と共鳴する」 - Sekai saikyō no majutsushi de aru shōnen wa, kako to kyōmei suru                           | 17 marzo 2023    |         |
| 12 | Il più potente giovane stregone al mondo sfodera Ākāśa 「世界最強の魔術師である少年は、真理世界を斬り啓く」 - Sekai saikyō no majutsushi de aru shōnen wa, Ākāsha o kiri hiraku                                      | 24 marzo 2023    |         |

### Web radio
A partire dal 23 dicembre 2022 è stato trasmesso uno show dedicato alla serie, intitolato Ānorudo majutsu gakuin kōhō-bu (アーノルド魔術学院広報部? lett. "Dipartimento di Pubbliche Relazioni dell'Accademia di Magia di Arnold"), sul canale YouTube TBS Animation e sulla stazione internet radio Onsen.